# 47
47 (XLVII) var ett normalår som började en söndag i den julianska kalendern.

## Händelser

### Okänt datum
- Romarna bygger ett fort, som sedermera kommer att bli staden Utrecht.
- Plinius d.ä. påbörjar sin militärtjänst i Germanien.
- Den brittiske hövdingen Caratacus tar sin tillflykt till ordovikerna efter att ha besegrats av Aulus Plautius.
- Romarna besegrar Chaukierna och erövrar deras område samt slåss mot Friserna.
- Claudius återupplivar det gamla censorsämbetet och ludi saeculares.
- Claudius organiserar Haruspexorden med 60 medlemmar.
- Aposteln Paulus påbörjar sitt evangeliseringsarbete.
- Ananias blir överstepräst av Judeen.

## Avlidna
- Vardanes I, arsakidisk kung av Partien